# Formatie van Acoz
De Formatie van Acoz is een geologische formatie uit het Vroeg-Devoon, die aan het oppervlak ligt in de Belgische Ardennen. De formatie bestaat voornamelijk uit lagen rode schalie (schiefer) en siltsteen en is genoemd naar het dorp Acoz in het oosten van Henegouwen.

## Beschrijving
De Formatie van Acoz bestaat hoofdzakelijk uit schalie en bordeauxrode siltsteen, soms afgewisseld met enkele meters dikke, lichtgekleurde banken van zandsteen of kwartsiet. De zandsteen kan kleiig zijn en lokaal groenig van kleur.
In de omgeving van het stratotype kan de formatie in twee leden worden onderverdeeld: het Lid van Bième onderop, dat uit een 140 meter dik monotoon pakket rode schalie of kleisteen bestaat, en het Lid van Ruisseau d'Hanzinne bovenop, dat bestaat uit 160 meter schalie, maar vaker afgewisseld met rode zandsteen- en kwartsietlagen. In het oosten van België, in het Massief van de Vesder, komen de kwartsieten juist meer voor in het onderste deel van de formatie en bestaat het bovenste deel juist uit relatief monotone schalie.
Het Onder-Devoon is sterk geplooid tijdens de Hercynische orogenese. De dagzomen van de Formatie van Acoz vormen als gevolg daarvan langgerekte banden in het landschap.

## Verspreiding en stratigrafische relaties
De Formatie van Acoz komt voor in beide flanken van het Synclinorium van Dinant en loopt door in het oosten, in het Massief van de Vesder.
De formatie is tussen de 400 en 300 meter dik. In het oosten van het verspreidingsgebied kan ze dikker zijn dan in het westen. Met name in het oosten varieert de dikte lokaal, wegens een fase van erosie gedurende het Emsiaan. Het over de top van de formatie afgezette conglomeraat en zandsteen van de Formatie van Vicht is een product van deze erosie.
Met behulp van palynologie is de formatie bij het bovenste deel van de etage Pragiaan ingedeeld. Deze etage komt overeen met de verouderde in België en Duitsland gebruikte etage Siegeniaan. De formatie is daarmee rond de 405 miljoen jaar oud. 
De Formatie van Acoz ligt stratigrafisch boven op oudere formaties van het Onder-Devoon, meestal de Formatie van Solières of de Formatie van Bois d'Ausse. In het westen van het verspreidingsgebied, in de provincie Henegouwen en het westen van Namen, liggen boven op de Formatie van Acoz formaties uit het Emsiaan. Dit zijn de Formaties van Wépion, Burnot en Rivière, die ten oosten van de Maas ontbreken wegens de erosie tijdens het Emsiaan. De top van de Formatie van Acoz, de grens met de zandsteen van Wépion, is niet overal duidelijk te herkennen. In de provincie Luik wordt de Formatie van Acoz afgedekt door de Formatie van Vicht, of waar deze ontbreekt jongere formaties van het Midden-Devoon zoals de Formatie van Pépinster.